# Jerzy Dzik
Jerzy Dzik (ur. 25 lutego 1950 w Jedliczach k. Zgierza) – polski paleontolog, biolog ewolucyjny, profesor i dyrektor Instytutu Paleobiologii Polskiej Akademii Nauk, profesor Wydziału Biologii Uniwersytetu Warszawskiego. Od 1998 członek korespondent, od 2013 członek rzeczywisty Polskiej Akademii Nauk.

## Odkrycia i badania
Absolwent I Liceum Ogólnokształcącego im. St. Staszica w Zgierzu (1968) i studiów biologicznych na Uniwersytecie Warszawskim (1973). Uczestnik, a od 1997 kierownik wypraw badawczych na Antarktydę (1975–1976), nad dolną Lenę (1987), w góry Karatau w Kazachstanie (1994 i 2006), do Chin (1995), północnej Rosji (1997), Jakucji (2001). Z wyjątkiem biologicznej ekspedycji antarktycznej, wszystkie pozostałe poświęcone były badaniom paleontologicznym, przede wszystkim skamieniałości pierwszych zwierząt tkankowych z Ediakaru i eksplozji kambryjskiej oraz kręgowcom jury. 
Doktoryzował się w 1979 w Zakładzie Paleobiologii PAN, a w 1986 uzyskał habilitację na Wydziale Geologii Uniwersytetu Warszawskiego. Tytuł profesora nauk biologicznych otrzymał 18 października 1993. W latach 1991–1996 redaktor kwartalnika „Acta Palaeontologica Polonica”, od 1998 redaktor serii monograficznej „Palaeontologia Polonica”. Autor m.in. kilkakrotnie wznawianego podręcznika paleobiologii Dzieje życia na Ziemi (1992, 2003, 2023). Kierownik zespołu, który w Krasiejowie odkrył i przebadał cmentarzysko wielkich płazów i gadów triasowych, w tym najstarszych pradinozaurów na świecie, znane jako stanowisko paleontologiczne w Krasiejowie. W 2006 zespół pod kierownictwem prof. Jerzego Dzika rozpoczął wykopaliska w Lisowicach, zakończone odkryciem w 2008 archozaura (nazwanego później Smok wawelski) oraz dicynodonta.
Podstawowym przedmiotem badań prof. Jerzego Dzika są zespoły fauny przełomu prekambru i kambru. Sformułował szereg hipotez o pokrewieństwach fauny ediakarskiej z późniejszymi taksonami fauny i o środowisku, w jakim żyła fauna ediakarska. Dokonał nowych rekonstrukcji ważnych w stratygrafii konodontów, przedstawił monograficzne opracowanie ewolucji łodzikowców i wykazał pokrewieństwo hyolitów i mięczaków.
Honorowy obywatel Zgierza. W 2003 odznaczony Złotym Krzyżem Zasługi, a w 2005 Odznaką Honorową „Za Zasługi Dla Województwa Opolskiego”. Imieniem Jerzego Dzika nazwano nowy rodzaj ordowickiego konodonta Dzikodus (1988) i nowy rodzaj kredowego ślimaka Dzikella (2004).

## Wybrane publikacje

### PodręcznikDzieje życia na Ziemi. Wprowadzenie do paleobiologii
- Jerzy Dzik: Dzieje życia na Ziemi. Wprowadzenie do paleobiologii. Wyd. 1. Warszawa: Wyd. Naukowe PWN, 1992, s. 463. ISBN 83-01-10475-9. (wyd. I na liście bestsellerów 1992).
- Jerzy Dzik: Dzieje życia na Ziemi. Wprowadzenie do paleobiologii. Wyd. 3 unowocześnione. Warszawa: Wyd. Naukowe PWN, 2003, s. 522. ISBN 978-83-01-14038-0.
- Jerzy Dzik: Dzieje życia na Ziemi. Wprowadzenie do paleobiologii. Wyd. 5. Warszawa: PWN, 2023, s. 414. ISBN 978-83-01-22779-1.

### Inne książki
- Jerzy Dzik: Ewolucja życia. T. 8. Poznań: Kurpisz, cop., 1997, s. 359, seria: „Wielka encyklopedia geografii świata”. ISBN 83-86600-91-8.
- Jerzy Dzik, Tomasz Sulej: Pierwszy polski dinozaur: Krasiejów – Silesaurus opolensis. Opole: Śląskie Wydawnictwo Adan, 2004, s. 80, seria: „Przyroda Opolska”. ISBN 83-915371-5-3.
- Jerzy Dzik: Zoologia: różnorodność i pokrewieństwa zwierząt. Wyd. 1. Warszawa: Wydawnictwa Uniwersytetu Warszawskiego, 2016, s. 252. ISBN 978-83-235-1918-8.
- Jerzy Dzik: Biologia, czyli Sens życia. Wyd. 1. Warszawa: Wydawnictwa Uniwersytetu Warszawskiego, 2017, s. 172. ISBN 978-83-235-2915-6.
- Jerzy Dzik: Ewolucja: twórcza moc selekcji. Wyd. 1. Warszawa: Wydawnictwa Uniwersytetu Warszawskiego, 2021, s. 257. ISBN 978-83-235-4105-9.

### Ważniejsze artykuły
- Jerzy Dzik, Tomasz Sulej, Andrzej Kaim, Robert Niedźwiedzki. Późnotriasowe cmentarzysko kręgowców lądowych w Krasiejowie na Śląsku Opolskim. „Przegląd Geologiczny”. 48 (3), s. 226–235, 2000.